# Chris Ashton
Christopher John Ashton (* 29. března 1987 Wigan) je bývalý anglický ragbista, který hrál jako křídlo a zadák.
Je hráčem, který v nejvyšší anglické lize položil nejvíce pětek v historii (101). V sezóně 2007/08 pomohl Northamptonu Saints k postupu do nejvyšší soutěže 39 pětkami, což je nejvíce pětek v jedné sezóně druhé anglické ligy. V sezóně 2009/10 byl zvolen nejlepším hráčem Premiership Rugby a se svým týmem vyhrál Anglo–Velšský pohár.
Jako hráč Saracens se stal dvakrát vítězem nejvyšší anglické ligy v roce 2015 a 2016. V sezóně 2017/18 hrál ve Francii za klub Toulon, kde položil nejvíce pětek (24) v TOP14. Jako hráč Sale Sharks zažil triumf v Ligovém poháru (2019/20) a v sezóně 2021/22 se stal vítězem Premiership Rugby s Leicester Tigers.
Také položil nejvíce pětek v Evropském poháru mistrů (41). V sezóně 2013/14 položil nejvíce pětek v soutěži (11). V sezónách 2015/16 a 2016/17 se stal vítězem této soutěže s klubem Saracens.
Za Anglii odehrál 44 zápasů a připsal si 20 pětek (2010–2019). Na MS 2011 společně s Francouzem Clercem položil nejvíce pětek (6). Ve stejném roce se stal vítězem Six Nations a se 6 pětkami se stal hráčem s největším počtem položení míče do soupeřova brankoviště.
V letech 2005 až 2007 hrál třináctkové ragby za Wigan Warriors. V roce 2006 odehrál 4 zápasy za třináctkovou reprezentaci Anglie.

## Klubová kariéra
- 2007–2012 Northampton Saints
- 2012–2017 Saracens
- 2017–2018 Toulon
- 2018–2020 Sale Sharks
- 2020–2021 Harlequins
- 2021 Worcester Warriors
- 2022–2023 Leicester Tigers